# Hoya limoniaca
Hoya limoniaca ist eine Pflanzenart der Gattung der Wachsblumen (Hoya) aus der Unterfamilie der Seidenpflanzengewächse (Asclepiadoideae).

## Merkmale
Hoya limoniaca ist ein ausdauernde, kletternde Pflanze mit windenden Trieben. Die fast kahlen, im Querschnitt runden Triebe sind an den Knoten verdickt. Die Blätter sind gestielt, die Blattstiele sind bis 15 mm lang. Die Blattspreiten sind eiförmig, 7 bis 8 lang und 3 bis 3,5 cm breit. Sie sind lederig und dünn, der Apex läuft lang und spitz aus, die Basis ist gerundet. Die hellere Blattnervatur ist deutlich sichtbar. Die Mittelrippe ist dünn, nahe der Basis geht ein Paar Sekundärrippen ab, die fast randparallel bis zum Apex verlaufen. Mittelrippe und Sekundärrippen sind durch undeutliche, quer verlaufende Blattadern miteinander verbunden.
Der fast ballförmige Blütenstand weist ca. 20 Blüten auf. Der Blütenstandsstiel ist im Querschnitt fast rund, 2,5 cm lang und spärlich behaart. Die kahlen Blütenstiele sind fadenförmig und 12 bis 15 mm lang. Die Kelchblätter sind eiförmig, 1,5 mm lang und enden stumpf. Sie sind außen papillös, ansonsten kahl. Die weiße bis blassgelbe, sternförmige Blütenkrone hat einen Durchmesser von 1 cm. Die Kronblattzipfel sind eiförmig und laufen spitz aus. Sie sind leicht nach oben gebogen, die Spitzen sind dagegen stark zurück gebogen. Die Zipfel sind innen kahl oder fein winzig papillös. Die Nebenkrone ist fast flach ausgebreitet. Die staminalen Zipfel sind eiförmig, 4 mm lang und enden spitz. Der äußere Fortsatz ist weiß, der innere Fortsatz ist rötlich. Die Staubblattfortsätze sind eiförmig-lanzettlich und enden stumpf. Die Pollinien sind länglich-birnenförmig, ca. 600 µm lang. Die Blüten duften schwach süßlich.
Früchte und Samen sind nicht bekannt.

## Ähnliche Art
Nach Hoffmann et al. bildet Hoya limoniaca zusammen mit Hoya verticillata einen Artenkomplex. Die Blüten sind rosa und die Kronblattzipfel sind stärker zurück gebogen.

## Geographische Verbreitung und Habitat
Das Verbreitungsgebiet der Art ist auf Neu-Kaledonien beschränkt.

## Taxonomie
Das Taxon wurde 1921 von Spencer Le Marchant Moore vorgeschlagen. Der Holotyp stammte von der Isle of Pines (Neu-Kaledonien). Er wird im Natural History Museum London unter der Nummer Compton 2253 aufbewahrt.